# Орловка (село, Волгоградская область)
Орловка — село в Городищенском районе Волгоградской области Российской Федерации. Вместе с железнодорожной станцией Орловка (4 километра от села) входит в состав Орловского сельского поселения. У Орловки берёт начало ручей Орловка (на некоторых картах — Верхняя Мечетка), который через 5 километров впадает в Мокрую Мечетку.

## История
Орловка основана около 1780—1790 годов крестьянами-переселенцами. До 1820-х годов называлось Собачья балка (по названию одноименной балки) и состояло из 46 дворов. В 1827 году пришли переселенцы из Орловской губернии, давшие существующее имя — Орловка. В период 1830—1842 годах в село переселяются крестьяне из Тамбовской, Курской, Тульской и Рязанской губернии. Заселение заканчивается в 1842 году. Крестьянская семья получала от государства земельный надел — 15 десятин на каждого мужчину. Часть поселенцев были государственные крестьяне, часть однодворцы и часть — вольные хлебопашцы, потом все население перешло в статус государственных крестьян. В 1842 году Орловка имела 162 двора и 1507 человек населения.
В 1840 годах орловские жители основывают хутор Рынок на берегу Волги (на этом месте сейчас начало западного крыла Волжской ГЭС), который в 1867 году сам становится селом.
В 1859 году в Орловке было 153 двора, 1 православная церковь и 4 мельницы. Число жителей: 602 мужчины и 609 женщин.
К 1890 году стало 216 дворов и 1273 человека населения. Село состояло из 3 частей, названных по прежнему месту обитания переселенцев: по правую сторону Водяной балки — Рязанская, при устье Собачьей балки — Ливенская, по левую сторону Водяной — Столбочинскую. Село имело с 1873 года церковь во имя Михаила Архангела и с 1883 года земское училище. До революции и последовавшего после административного деления место село относилось к Ерзовской волости Царицынского уезда Саратовской губернии.
С начала 20 века начинает активно разрабатывается ресурс песчаных карьеров Орловки. Для строительства оружейного завода Виккерса в 1910-х годах была проложена железная дорога от песчаных карьеров села до завода, сохранилась часть насыпи у Вишневой балки, линия от 48°48′14″ с. ш. 44°32′22″ в. д. до 48°48′06″ с. ш. 44°32′37″ в. д.. К этим же карьерам в конце 1920-х годов до Тракторного завода была проложена железная дорога. Сохранились опоры моста этой дороги у Селезневского кладбища48°49′13″ с. ш. 44°33′12″ в. д. и насыпь, пересекающую Мокрую Мечетку48°48′41″ с. ш. 44°35′09″ в. д.

## Сталинградская битва
В дни Сталинградской битвы 4 раза переходила из-рук в руки в жестоких боях: 23 августа захвачена 16-й танковой дивизией вермахта, 9-12 сентября отбита оперативной группы полковника Андрусенко, 1-4 октября снова захвачено 94 пехотной дивизией вермахта и окончательно отбита советскими войсками в январе 1943 года. По названию села был назван Орловский выступ. К началу октября 1942 в окружении в районе Орловки почти полностью погибли защищавшие её и Городище: 115-я стрелковая бригада, 112-й дивизия Ермолкина, 2-я мотострелковая бригада, 724-й стрелковый полк 315-й стрелковой дивизии, сводный полк 196-й стрелковой дивизии.
В октябре 1942 года в районе села концентрировались немецкие войска для захвата Трактрозаводского района Сталинграда. В период октября 1942 — января 1943 Орловка была тыловой базой немецких войск.

Боевой путь 115-й осбр по материалам Центрального архива МО СССР. (фонд 1936, опись 1, дело 5 листы 5 и далее)
03.09. осбр вышла в район обороны д. Орловка.
5—9.09. бригада провела короткие наступательные бои с целью улучшения положения 23 ТК, где понесла большие потери.
7—9.09. противник продолжает активны действия в направлении Городище и к вечеру 08.09. занимает его. В бою за Городище осбр потеряла оперативную группу генерала Князева, выдвинутую для прикрытия левого фланга (примерно 160 чел.). Погибли зам. комбрига майор Блынский, и нач. 2 части ст. лт. Гусаров. Полностью погибла 6 стрелковая рота 2 батальона, попавшая в окружение в районе Городище. Командир пуль. бата ст.лт. Моисеев, руководивший ротой, из автомата убил офицера и двух солдат, но сам был ранен.
12.09. частным боевым приказом 62 А за №138 от 11.09.42 г. создана оперативная группа полковника К. М. Андрусенко в составе 115 ОСБР, остатков 2 МСБР, 724 СП 315 СД, и сводного полка 196 СД. Задача опер группы - оборона п. Орловка. 115 ОСБР занимает оборону фронтом на север от кургана (1км восточнее высоты 143,6), к юго-западу от высоты 108,8 (фронтом на запад), высоты 129,1 и 198,0 (фронтом на юг).
11.09. с 14:30 до 2 батальонов пехоты при поддержке 12 танков, 2 шестиствольных минометов 3 четырёхминомётных батарей и артиллерии немцы атаковали в направлении выс. 129,1 и балки Коронная и подошли к выс. 108,8 и 125,?, прорвав оборону 724 СП, создав угрозу флангового удара по 115 ОСБР. В боях 12.09. при отражении атак немцев особенно отличился КО 2-й пульроты отдельного пульбата Жабин. Он лично уничтожил около 35 солдат и офицеров. Зам. ком. роты старшина Савелко командовал 2-м взводом 7-й стрелковой роты, которая отразила атаку немцев, уничтожил около 50 немцев. Наводчик 82-мм миномета красноармеец Брежнев огнём миномета уничтожил 2 станковых пулемета, 3 автомашины, 4 ручных пулемета, НП противника и до взвода пехоты.
С 13.09. противник прекратил наступательные действия, не добившись своих целей и перешел к систематическому огневому воздействию на боевые порядки бригады. 2-й осб был перемещен для обороны района в границах — южная часть Орловки, южные скаты Орловского оврага, высота 144,6, северные скаты оврага. 2-й осб был готов провести контратаки в направлениях на высоту 129,1; 128,0 и далее на высоту 106,6; отм.92,6 и далее на высоту 97,7.

Отрывок из истории 16-й танковой дивизии вермахта Вольфганга Вертена, действия 09—28.09.42
09.09 рота 7/64 снова делала вылазки со своих позиций. Танки и бронетранспортеры роты Ленца участвовали в атаке и ночью заняли оборону непосредственно за линией пехоты. Как всегда велся сильный огонь вражеских артиллерийских батарей, в то время как батареи 16-й танковой дивизии молчали из-за нехватки снарядов. Под прикрытием этого огня в бой шли новые русские силы. Для усиления северного оборонительного рубежа боевая группа Крумпен должна была забрать роты, сражавшиеся в районах Рынок и Орловка, образовавшаяся на их месте пустота была закрыта тыловыми службами. Танковая рота Фридриха и бронетранспортерные роты Ленца и Холтерхоффа атаковали подготовленные позиции. Они заняли высоту 1,1 рядом с Акатовкой, оборудованную огневыми позициями танков, противотанковой и зенитной артиллерии. Русская артиллерия гремела как барабан. 11.09 возобновились попытки окружения многострадальной высоты 1,6. Для поддержки 7/64 был произведен налет штурмовиков по Томатной балке южнее Ерзовки. Однако оборона роты в этом районе подошла к концу. Она была отведена обратно, при этом ни один из погибших не был оставлен неприятелю. Измотанным и истощенным бойцам был дан отдых в перерыве между боями.
Ночью на 12.09 рота 7/64 была заменена ротами 6 и 7/79. Уже на следующий день неприятель снова атаковал. Непрерывно нажимал он все возрастающими силами на линию обороны 16-й танковой дивизии, не делая пауз между боями.
Для того, чтобы были развязаны руки для взятия Сталинграда, многие сражались с превосходящим противником, останавливая и отбивая его атаки на севере.
Дивизионный приказ: наши выдвинутые к югу части должны принять участие в наступлении на Орловку. Боевая группа Крумпена ложной атакой поддерживает наступление армии Гота!
Русские энергично пытались прорваться к Орловке. Этот укрепленный район ещё три недели назад был захвачен подразделениями 16-й танковой дивизии, но русские отбили его обратно.
Тем временем усилился шум боев на юге, зарево от пожаров стояло на горизонте по ночам, ветер часто доносил клубы дыма со стороны города. 14.09 пал железнодорожный вокзал Сталинграда.
Битва продолжалась с надеждой на быструю подмогу и победоносное завершение. Волга, цель наступления 1941 года, была достигнута, Сталинград на две трети находился в немецких руках.
Скоро должны были пасть такие ядовитые гнезда сопротивления на юге как Орловка, Рынок и Спартановка.
29 сентября началось с удара реактивных минометов, без перерыва штурмовики Ю-87 пикировали на Орловку, внутри вражеской обороны взрывались артиллерийские снаряды. Вперед пошли две роты из приданного 651-го саперного батальона и 8-я рота 79-го полка. Однако русские были ещё здесь, продолжали держаться и в середине дня отразили атаку с большими потерями.
30 сентября все началось заново: Штуки! Бурые фонтаны от разрывов достигают небес. Сквозь клубы дыма бойцы продвигаются вперед и сражаются со все ещё упорно сопротивляющимся противником, они берут Орловку и очищают окрестности.
Задача 651-го и 194-го саперных батальонов – немедленно продолжать наступление на юго-восток через отметку 85,1 для соединения с продвигающимися навстречу немецкими подразделениями, оказывается проваленной уже через 100 м.
Немедленно сюда артиллерию! Шквальный огонь! Залп за залпом устремляются во вражеские позиции. 4.10 в 06.00 боевая группа командира 2-го батальона 79-го полка гауптмана Дорманна пробивается к колхозу в 2 км от западнее отметки 93,2 от далее продвигается отсюда на 400 м до железнодорожной линии.

Отрывок из истории 94-й пехотной дивизии вермахта
В операции против слабозащищенного Орловского выступа, 267-й и 274-й полки были использованы на участке к западу от поселка Орловка, севернее 389-й дивизии и южнее группы Штахеля, в области высот 108,8, 124,9 и 129,1, куда они прибыли в ночь с 28 на 29 сентября. Боевой состав четырёх пехотных батальонов обоих полков классифицировался как слабый (300-400 человек). Наступление было направлено на станцию и железнодорожный мост в Орловской балке и рассекало 2-ю мотострелковую бригаду Красной армии на две части.
1 октября было занято Орловское кладбище в 300 м от окраины поселка, ещё два дня шли ожесточенные бои в прилегающей местности. 2 октября в ОКВ было доложено о захвате Орловки в ходе штурма. 4 октября 94-я пехотная и 16-я танковая дивизии соединились в месте слияния Орловского ручья и Мокрой Мечетки и окружили обороняющихся в двух котлах. Короткая, но очень кровопролитная операция в Орловке перевела все семь батальонов 94-й дивизии в истощенное состояние (менее 300 человек в батальоне соответственно).

Боевой путь 115-й осбр по материалам Центрального архива МО СССР. (фонд 1936, опись 1, дело 5 листы 5 и далее)
  5.10.42 г. В 18 часов 00 минут была получена радиограмма от 1/115 осбр следующего содержания: ” В течение всего дня противник несколько раз атаковал батальон, вклинился в оборону и танками давит живую силу и материальную часть, несем потери, помогите! ”. О чём немедленно донесено командарму 62 армии и одновременно было дано распоряжение сражаться до последнего. С 2/115 осбр связи не было к этому времени и никаких указаний дать было нельзя. Положение 3/115 и 4/115 осбр к этому времени было без изменений.
 6.10.42 г. на участке первого и третьего батальонов 115 осбр в течение ночи – артиллерийско – минометный огонь, пулеметный огонь по боевым порядкам и действия бомбардировщиков. На рассвете 6.10.42 г. противник пехотой, силой до роты дважды пытался атаковать передний край 1/115 осбр, обе атаки были отбиты с потерями для противника.
   Положение отрезанных и окруженных частей опер группы продолжает оставаться крайне тяжелым. В связи с прорывом противника в балку Орловка в районе “Пригородного” и совхоза – пути подвоза питания и боеприпасов к 1/115 и 2/115 осбр перерезаны. Связь с этими батальонами по телефону и офицерами связи прервана. Связь по радио после 4 – х часового перерыва 5.10.42 г. была восстановлена. Питание раций подходит к концу. В батальонах личный состав питается кониной. По вечерам перед фронтом 3/115 и 4/115 осбр противник заводит патефон, играет фокстроты, вальсы и другую музыку, а затем через усилитель агитирует командиров и бойцов к прекращению сопротивления. Называет фамилии командного состава 3-го батальона и обращается к ним персонально: “ Кульбит, Алехин и нач.штаба Кондрушин сопротивление бессмысленно! Бросайте оружие, переходите к нам, мы вас встретим, как дорогих гостей. Если вы этого не сделаете – вас ждет смерть! ” и т.д.
7.10.42 Удалось установить их положение и обстановку, которые ясно характеризовали горькую участь этих частей. 2 мсбр в ночь с 6.10 на 7.10.42 прорвалась через боевые порядки немцев и соединилась с остатками опер группы. 6.10.42 г. 2/115 осбр не имея возможности и сил присоединиться к 1/115 осбр или 3/115 осбр, продолжал доблестно сражаться на своих позициях. Очевидцы, которые наблюдали за действиями 2/115 осбр, докладывали: «Весь день можно было слышать и наблюдать ожесточенный бой в районе 2/115, сопровождавшийся криками «Ура!» и взрывами гранат. С 8 часов 00 минут примерно до четырёх тяжелых танков и до двух взводов противника вели огонь непосредственно по окопам и траншеям, движение противника было видно внутри обороны 2-го батальона. Можно было наблюдать, как автоматчики противника сходу обстреливали хода сообщения и траншеи внутри обороны 2/115 осбр.» Надо полагать, что 2 батальон, сражаясь стойко и храбро до последней минуты, сколько было сил, удерживал свой район. В 18 часов связь была потеряна и восстановить её так и не удалось.
3/115 осбр совместно с 4/115 осбр 07.10.42 г. в 17 часов передал последнюю радиограмму: «7, 8, 9 рот нет, артиллерии нет, противник танками давит. Веду бой остатками хозяйственников и командного пункта. Выручайте!». О данном положении 3/115 и 4/115 осбр было немедленно донесено в штарм 62 А, одновременно передано командиру 3/115 осбр: «Держитесь стойко, командарму доложено.», после чего связь была потеряна и в течение ночи с 07.10. на 08.10,42 г. восстановить связь не удалось
В 12 часов 07.10.42 г. противник, подтянув дополнительно до 12 танков и до двух взводов пехоты, атаковал на узком участке позиции 7 ср. Подавив систему огня обороны сильным артиллерийским и минометным огнём, вклинился в расположение 7 ср, отрезав её от других рот батальона. Героически сопротивляясь, бойцы и командиры 7 ср в течение часа вели неравный бой внутри обороны роты с танками и пехотой противника. Командир взвода мл. л-т Павленко, заметив выбывшего из строя бронебойщика, огнём из ПТР лично подбил 4 танка и уничтожил более десятка гитлеровцев. Бросая в образовавшийся прорыв свежие резервы пехоты с подходящих к месту боя машин, противник почти полностью уничтожил материальную часть и личный состав 7 ср. Зашел в тыл 8 ср. Одновременно танки, действующие перед фронтом 9 ср, и до роты пехоты устремились в стык между 8 ср и 9 ср и также прорвали в этом месте оборону, соединились с действующим противником в тылу 8 ср. Рота оказалась в полном окружении. Связь с ротой была прервана.
  9 ср и 4/115 осбр были атакованы пехотой и танками, причем против 4/115 осбр были брошены 15 танков и до двух рот пехоты. Парализуя артиллерийско-минометным огнём со всех сторон действия наших частей и подвозя на автомашинах свежие силы, противник обошел 4/115 осбр и вышел ему в тыл. Со стороны п.Орловка на шести автомашинах были брошены новые пехотные подразделения, которые устремились в направлении оврага, отрезая минометные и артиллерийские средства от обороняющихся в окружении 3/115 и 4/115 осбр.
  От ж.д. моста южнее п.Орловка был открыт сильный артиллерийский огонь из двух скорострельных малокалиберных пушек, и введены в бой 6 бронемашин, противник расстреливал нашу пехоту из пулемётов.
   Овраг в районе обороны 3/115 осбр был занят противником. Роты и взводы вели бой в полной изоляции друг от друга. КП батальона был прикрыт остатками взвода автоматчиков, санитарного взвода, хозяйственников. Бой длился весь день. Всякая связь с подразделениями батальонов ( 3 и 4) была прервана. Рация была разбита. Устремившиеся по балке в сторону КП немцы были встречены и остановлены сильным ружейно-пулеметным огнём.
  К исходу дня 07.10.42 г. было решено пробиваться на соединение со своими частями в направлении п.Орловка—совхоз – поселок СТЗ. Отход прикрывала группа бойцов во главе с НШ 3 сб ст.л-том Кондрушиным, который из станкового пулемёта уничтожил около 50 немцев. Мужественно и самоотверженно дрались зам.полит Еловских, уничтоживший из автомата 12 немцев, бойцы Динатулин и Дворянчиков, уничтожившие более двух десятков гитлеровцев.
   К 2 часам 08.10.42 г. группы командиров и бойцов 3/115 осбр и 4/115 осбр прорвав кольцо окружения, стали выходить в район ж.д. моста, на северо-восточную окраину Тракторного поселка .

## Современное состояние
- В Орловке есть братская могила советских солдат, погибших в период Сталинградской Битвы, являющаяся культурным наследием Российской Федерации[8].